# Gare de Bünde
La gare de Bünde (Westphalie) est une gare de la ville de Bünde dans l'arrondissement de Herford, située sur la ligne Löhne-Rheine (de), d'où part la ligne Bünde-Bassum (de), qui n'est plus en service aujourd'hui que jusqu'à Rahden (de).

## Histoire

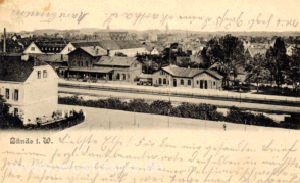
La gare sur une carte postale de 1903, vue du nord

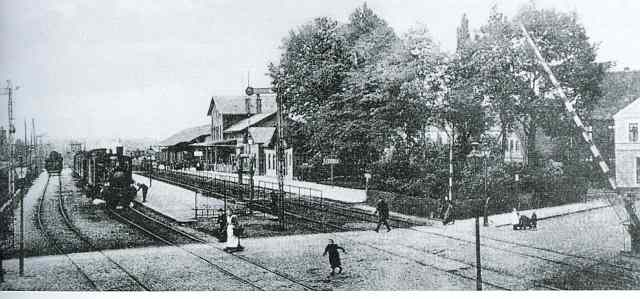
La gare vue de l'ouest en 1904. Passage à niveau désormais souterrain. On voit aussi à gauche l'ancienne voie 5

La ligne principale est ouverte en 1856 entre Löhne (de) et Rheine comme partie de la ligne de l'Ouest hanovrien. Elle est suivie en 1899/1901 par la ligne vers Rahden-Sulingen-Bassum. Jusqu'en juin 1994, des trains directs pour Brême circulent sur cette ligne. Il n'est pas prévu de réactiver le tronçon de Basse-Saxe qui a été fermé. Le panneau de la gare indique Bünde (Westf.) - La ville des cigares. Il rappelle que Bünde était autrefois le centre de l'industrie européenne du tabac. Autour de la gare se trouvaient donc autrefois des entreprises industrielles de l'industrie du tabac, qui étaient approvisionnées par le train de marchandises en bois pour les caisses de tabac et bien sûr en tabac et qui, à l'inverse, assuraient également par le train l'évacuation des produits finis. Aucune de ces usines de tabac de la gare n'existe plus aujourd'hui. Le seul indice de cette époque est l'imposant entrepôt de tabac qui se trouve à proximité et qui était l'un des nombreux entrepôts situés à proximité immédiate de la gare. Chaque année, le marché du grenier à tabac se tient entre la gare et le grenier à tabac ainsi que sur le parvis de la gare.

### Modernisation jusqu'en 2019
En juin 2008, la Deutsche Bahn annonce une rénovation complète de la gare, qui doit débuter vers 2011. Les coûts de 7,47 millions d'euros sont partagés entre la Deutsche Bahn AG, le gouvernement fédéral et le gouvernement de l'État de Rhénanie-du-Nord-Westphalie. Les travaux débutent en mars 2015. Les quais sont rehaussés (76 cm au-dessus du niveau supérieur des rails), afin d'améliorer l'accessibilité des trains. Le passage souterrain de la gare, y compris deux accès par ascenseur, est reconstruit. Les quais sont repavés. Le toit au-dessus des quais est rénové et des panneaux d'affichage numériques modernes sont installés.

## Installations de la gare
La gare possède trois voies à quai, numérotées de 2 à 4, car l'ancienne voie 1 n'était pas prévue pour le trafic voyageurs. Cette voie est aujourd'hui désaffectée ; seuls le lit de la voie ainsi qu'une voie séparée du quai voyageurs permettent de deviner l'emplacement de l'ancienne voie 1. La voie de chargement se termine à l'Est de la gare et était accessible par un quai auquel est rattaché un entrepôt situé au sud et directement adjacent au bâtiment d'accueil. L'entrepôt dispose à son tour d'une rampe de chargement pour les camions sur son côté sud et est aujourd'hui utilisé pour un établissement gastronomique ainsi qu'un magasin de décoration. La démolition de la voie 1 entraîne la suppression de voies de triage et de garage dans la partie Est de la gare ainsi que de quelques rampes de chargement. Les voies de chargement qui relient le site de l'entreprise Miele, anciennement Imperial (de), et d'autres entreprises à Ennigloh, au nord de la gare, aux voies de la Deutsche Bahn AG, n'existent plus non plus. Jusqu'en 2016, il n'y a plus qu'une voie de raccordement à un commerce de matériaux de construction, mais elle est démontée en 2017. Autrefois, il existait également une voie 5 au nord, mais elle n'était pas non plus destinée au trafic voyageurs. Dans la gare de marchandises située à l'Est, il ne reste plus que les voies 19, 20 et 21 comme voies d'évitement. L'ancienne rue de chargement est rachetée par la ville de Bünde et est entre-temps construite avec des entreprises commerciales.

## Service
À partir de l'horaire 2024, Bünde est desservie toutes les deux heures par le Intercity-Ligne 77 dans le cadre du trafic ferroviaire grandes lignes. Amsterdam - Hilversum - Osnabrück - Hanovre - Berlin. S'y ajoute chaque jour une paire de trains de la ligne ICE 77.
| Ligne | Tracé de la ligne | Véhicules                      |
| ----- | --- | ------------------------------ |
| IC 77 | Amsterdam - Hilversum - Amersfoort - Apeldoorn - Deventer - Hengelo - Bad Bentheim - Rheine - Osnabrück - Bünde - Hanovre - Berlin-Spandau - Berlin - Berlin-Est | Siemens Vectron MS + IC1-Wagen |